# Johannes de Cuba
Johann Wonnecke von Kaub, dit Johann[es] Dronnecke, Johannes de Cuba dans sa forme latinisée et francisée en Jehan Cuba ou Jean de Cuba, né vers 1430 à Kaub et mort vers 1503-1504 à Francfort-sur-le-Main, est un médecin et herboriste allemand, auteur en 1485 du premier livre imprimé d’histoire naturelle en langue vulgaire, intitulé Der Ghenocklicke Gharde der Suntheit, qui eut une influence importante sur les débuts de la pharmacopée moderne.

## Biographie et œuvre

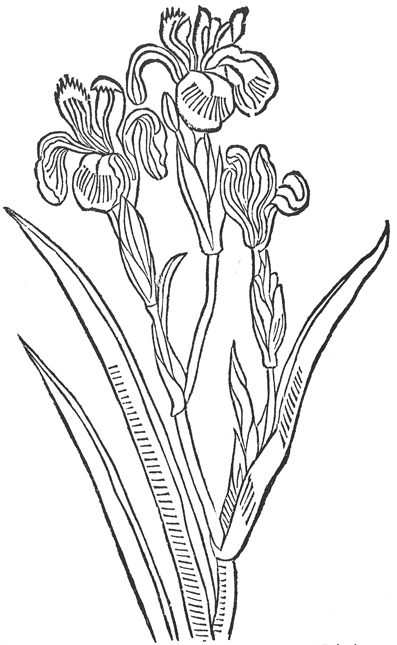
Illustration d’Iris pseudacorus extraite de lHortus sanitatis (version latine, 1491).

Peu de détails de la vie de Johann Wonnecke von Kaub nous sont à ce jour parvenus. Vers 1448, il exerce probablement la profession de médecin à Francfort-sur-le-Main puis s'installe à Augsbourg à la fin du XVe siècle.
En 1484, il commet un premier traité sur la décoction des herbes médicinales intitulé Herbarius qui se distingue de l’Herbarius du Pseudo-Apulée, un écrit datant du IVe siècle imprimé la même année.
Pour compléter son traité, Cuba bénéficie des expéditions organisées au Moyen-Orient et en Terre sainte par Bernhard von Breydenbach, qui est sans doute son protecteur, et qui ramène de nombreuses notes accompagnées de dessins exécutés par le peintre Erhard Reuwich en 1483.
En 1485, Cuba fait publier à Mayence une nouvelle version de son traité de botanique médicinale en dialecte haut-allemand, dans l'atelier de Peter Schöffer sous le titre de Ortus sanitatis, auf teutsch ein gart der gesuntheit..., puis une troisième version à Lübeck en 1492 intitulée Der Ghenocklicke Gharde der Suntheit... (Le Jardin de santé), mais cette fois en dialecte bas allemand.
Au traité d'herboristerie, il ajoute de nouvelles parties, abordant les animaux terrestres, les oiseaux et animaux volants, les poissons et monstres marins, les pierres précieuses, le tout se terminant par un essai sur l'urine : en 435 chapitres, 382 plantes médicinales, 25 remèdes issus du règne animal et 28 minéraux curatifs y sont décrits. L'ouvrage connaît dès ses débuts de nombreuses traductions et adaptations dont celle en latin publiée sous le titre d’Hortus sanitatis en 1491, par les presses de Jacob von Meydenbach. Il est traduit en français en 1500 sous le titre de Jardin de santé : herbes, arbres et choses qui de iceuly coqueurent et conviennet alusage de medecine chez l'éditeur Antoine Vérard.